# Oberleitungsbus Bischkek

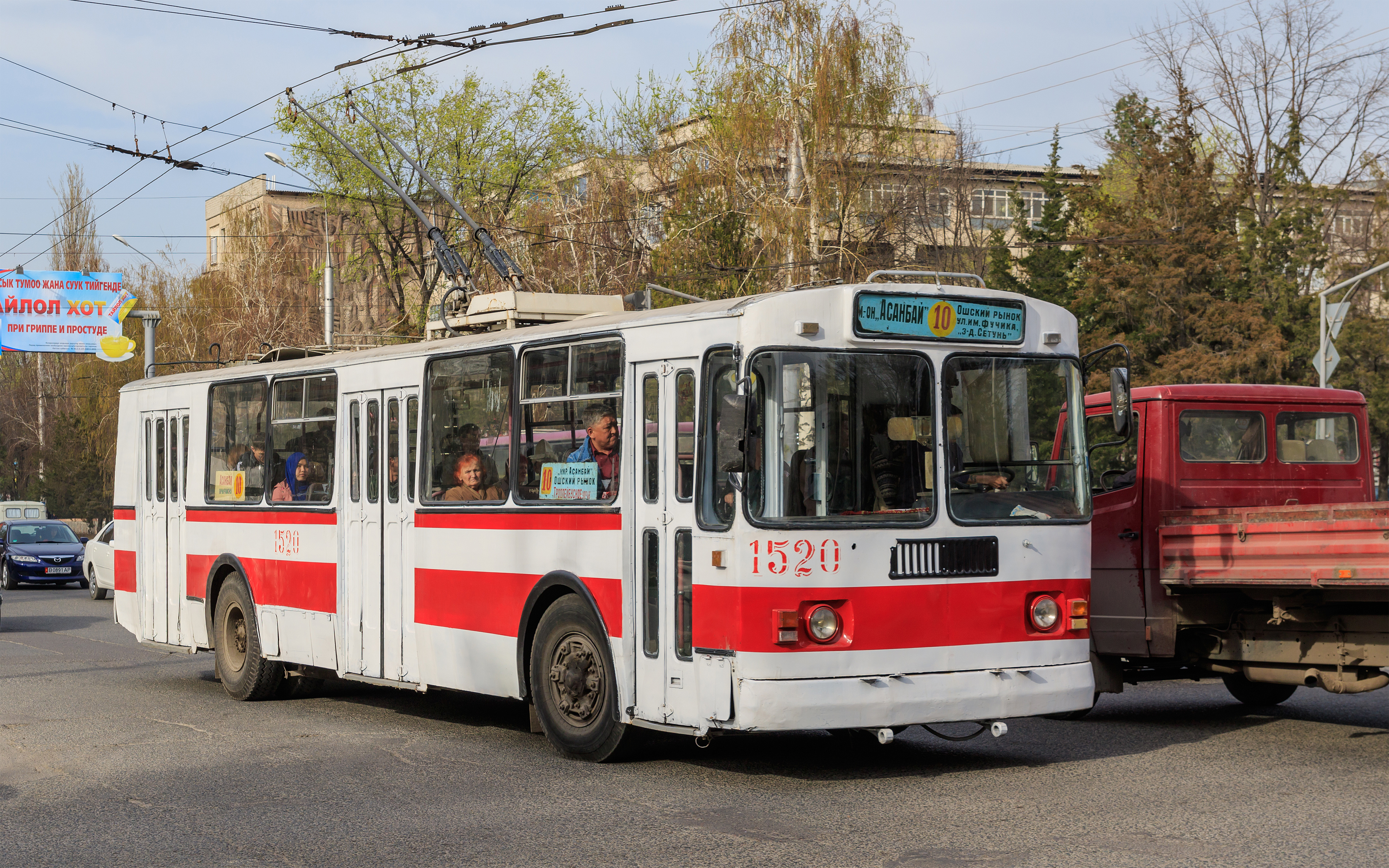
ZiU-9 Nummer 1520 auf Linie 3, 2016

Der Oberleitungsbus Bischkek war sowohl das längste als auch das älteste Oberleitungsbusnetz in Kirgisistan. Er bildete neben den Marschrutkas und dem Autobusnetz das Rückgrat des öffentlichen Nahverkehrs in Bischkek. Aktuell gibt es 11 Linien, auf denen 183 Oberleitungsbusse verkehren. Das Netz wird von der Städtischen Abteilung für Trolleybusse betrieben, bei der 270 Fahrer angestellt sind. Im Jahr 2011 hatte das Netzwerk eine Länge von 104 Kilometern.
2020 wurden 17 Millionen Fahrgäste befördert.

## Geschichte
Der Oberleitungsbusbetrieb begann am 13. Januar 1951 auf einer 8,4 Kilometer langen Linie. 1976 erreichte die Länge des Betriebs mit 18 Linien ihren Höhepunkt. Seit der Unabhängigkeit gibt es Konkurrenz für die Obusse, Minibusse (lokal Marschrutki genannt) decken einen größeren Bereich ab.
2024 wurde der Obusbetrieb nach und nach reduziert und am 3. November 2024 ganz eingestellt.

## Linien
Der Oberleitungsbus Bischkek bediente die elf Linien 2, 4, 5, 6, 7, 8, 9, 10, 11, 14 und 17. 
- Die Linie 6 war die neueste Linie des Netzes, eröffnet wurde sie erst 2018. Sie ist 20,7 km lang und führt vom 8. Mikrorajon bis zum westlichen Busbahnhof. Auf ihr waren 11 Fahrzeuge eingesetzt, die alle 8–9 Minuten verkehrten.[5]

## Fahrzeuge
Es gab zwei Depots, die 1951 bzw. 1976 eröffnet wurden. Einige ältere Fahrzeuge wurden an den Oberleitungsbus Naryn abgegeben. Die Europäische Bank für Wiederaufbau und Entwicklung finanzierte eine teilweise Erneuerung des Bestands. Auf diesem Weg kamen 79 Oberleitungsbusse in den Bestand.